# Penso em Ti, Eu Sei
Penso em ti, eu sei, canção de Portugal no Festival Eurovisão da Canção 1985.
"Penso em ti, eu sei"  foi a canção que representou Portugal no Festival Eurovisão da Canção 1985, interpretada em português por Adelaide Ferreira. A canção tinha letra de Adelaide Ferreira e Luís Fernando, música de Tozé Brito e orquestração de José Calvário.
A canção é uma balada, com Adelaide Ferreira, dizendo ao seu amante como ela sente que a sua relação está a chegar ao fim. A letra sugere que ela irá terminar no momento em que a canção termina.
A canção foi a nona a ser interpretada na noite do evento, a seguir à canção belga "Laat me nu gaan", interpretada por Linda Lepomme e antes da canção alemã "Für alle", interpretada pelos Wind. Mais um mau resultado para Portugal (apesar da boa interpretação de Adelaide Ferreira): 18.º lugar (penúltimo lugar) e apenas 9 votos, colaborado pelo arranjo diferente feito à canção no evento.